# Sophie Walker
Sophie Walker (Blackpool, 27 de mayo de 1971) es una periodista y política británica. Desde julio de 2015 lidera el partido Women's Equality. Fue candidata a la alcaldía de Londres en las elecciones del 5 de mayo de 2016 logrando 250.000 votos.

## Trayectoria
Walker ha sido reportera y editora en Reuters durante dos décadas. Como periodista ha trabajado en temas económicos en París, Washington y Londres y en Irak, Afganistán y Pakistán.
A su hija mayor le diagnosticaron síndrome de Asperger en 2010. Tardaron cinco años en diagnosticárselo debido a que la mayoría de las investigaciones relacionadas con esta condición y otros tipos de autismo se basa en estudios realizados en niños y jóvenes varones.
Escribió en un blog su experiencia publicada posteriormente como libro Grace Under Pressure («Grace bajo presión»). También se sumó al activismo de la Sociedad Nacional del Autismo en el Reino Unido.

### Partido de Igualdad de las Mujeres
Walker lidera desde el 22 de julio de 2015 el partido Women's Equality (WEP) fundado por la también periodista Catherine Mayer y la humorista Sandi Toksvig el 8 de marzo de 2015. El partido defiende la representación igualitaria en el Parlamento, la diferencia salarial de género, la igualdad de participación en la vida familiar (incluyendo el permiso parental compartido para los nuevos padres), la educación igualitaria, la igualdad de trato en los medios (poniendo fin al body shaming y a la hipersexualización en la publicidad) y el fin de todo tipo de violencia contra las mujeres.

### Elecciones municipales de Londres
Walker se presentó a las elecciones a la alcaldía de Londres de 2016. Logró 250.000 mil votos en primera y segunda opción en la primera vuelta, un resultado que ella considera "muy digno".

En Londres siempre se está debatiendo sobre la vivienda, ya que hay una gran demanda. Sin embargo, yo fui la única candidata que preguntó: "Teniendo en cuenta que la diferencia salarial entre hombres y mujeres es de un 23%, qué consideramos como una vivienda asequible?. Otros candidatos hablaban de los delitos con arma blanca, pero solo yo hablé de lo que podemos hacer para disminuir los índices de violencia doméstica en la ciudad.

## Vida personal
Walker está casada con Christopher Naylor, ejecutivo del Consejo Barking and Dagenham.